# Bravo Airlines
Bravo Airlines là một hãng hàng không có trụ sở ở thành phố Madrid, Tây Ban Nha, hoạt động vận tải hành khách và hàng hóa tuyến xa giữa châu Âu và châu Phi. Cơ sở chính của hãng này tại Sân bay quốc tế Madrid Barajas.

## Lịch sử
Hãng này được lập năm 2004 và bắt đầu hoạt động từ tháng 5 năm 2006. Mục tiêu của hãng là cung cấp dịch vụ bay theo lịch trình ở châu Phi và kết nối châu Phi và châu Âu. Hãng thuê 400 nhân viên.

## Các điểm đến
Bravo Airlines dự định cung cấp dịch vụ bay kết nối Madrid, Brussels và Paris với Kinshasa và Brazzaville. Các chuyến bay sẽ được phối hợp với công ty kết nghĩa Bravo Air Congo. Hiện tại hãng này chỉ cung cấp dịch vụ thuê bao phụ và các chuyến bay ACMI cho các hãng khác